# Raudna (Fluss)
Die Raudna (estnisch Raudna jõgi) ist ein Fluss im estnischen Kreis Viljandi.
Der Raudna-Fluss entspringt im südwestlichen Teil des 155 Hektar großen Viljandi-Sees. Er ist einer der größten Nebenflüsse des Halliste, in den er beim Dorf Riisa mündet.
Der Fluss ist 58 km lang. Sein Einzugsgebiet umfasst 1140 km². Er legt ein Gefälle von 24,5 m zurück.